# サム・ボイド・スタジアム
サム・ボイド・スタジアム（Sam Boyd Stadium）は、アメリカ合衆国ネバダ州ホイットニー にあった閉鎖のスタジアム。スタジアム名の名称であるサム・ボイドはかつての大富豪であった。
UNLVフットボールの本拠地として使用されており、また12月に開催されるラスベガスボウルの会場としても使用されていた。フットボール以外にもAMAスーパークロス最終戦などが開催されていた。
また7人制ラグビーのワールドラグビーセブンズシリーズUSA大会の会場としても使用されていた。